# ゴールキーパー
ゴールキーパー（goalkeeper）とは、サッカー、ハンドボール、ホッケー、アイスホッケー、ラクロス、水球、フットサルなどの競技で見られるポジションである。ゴールキーパーの役割は、相手が自分のゴールでボールを入れて得点しようとする事を防御すること（セーブ）であり、最終的なデフェンダーとも言える。これはすべての競技において共通している事項である。
キーパーと略すこともある。略称としては他にアルファベット2文字でGKと表す場合もある。また、ゴールテンダー（goaltender）やゴーリー（goalie）、ゴレイロ（goleiro）という呼称も存在し、競技や国によって呼称が異なる。なお呼称について競技上特色があるものについては、以下においても述べる。

## 概要

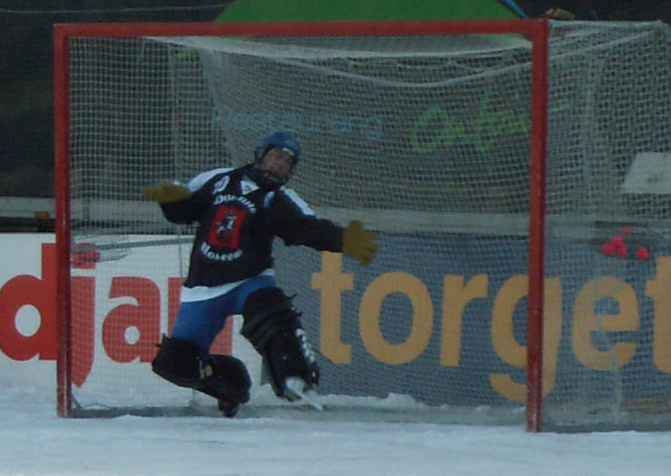
バンディのゴールキーパー

一般的に、ゴールキーパーは他のポジションの選手と比べて、ボールやパックを手で掴めるなど異なるプレーが求められていたり、またボディーコンタクトに対して無防備になることもあるので特別なルールが適用されている場合が多い。また、どの競技もフィールドに1人のみと定められているのが通例である。

## サッカー
サッカーのゴールキーパーは、ペナルティーエリアの中でのみ手でボールを扱うことが許されている。また、他のポジションの選手と見分けが付きやすくするため、異なる色のユニフォームを着用する。
以前はキーパーチャージと呼ばれる反則が適用され、フィールドプレーヤーと比べて保護されていた。現在はそのような反則はなく、フィールドプレーヤーと同様の判定基準で扱われている。

## フットサル
フットサルのゴールキーパーは、サッカー同様にペナルティーエリア内で手でボールを触ることができ、異なるユニフォームの使用が義務付けられる。パワープレーの際、フィールドプレーヤーがゴールキーパーのユニフォームを着て攻撃に参加することがある。またサッカーに比べピッチが狭いため直接ゴールを狙うことも可能である。手で投げたボールのゴールインは認められていない。
日本ではポルトガル語のゴレイロ（goleiro）という名称で呼ばれることもあるが、公式ルールでの名称はあくまでもゴールキーパーである。

## ハンドボール

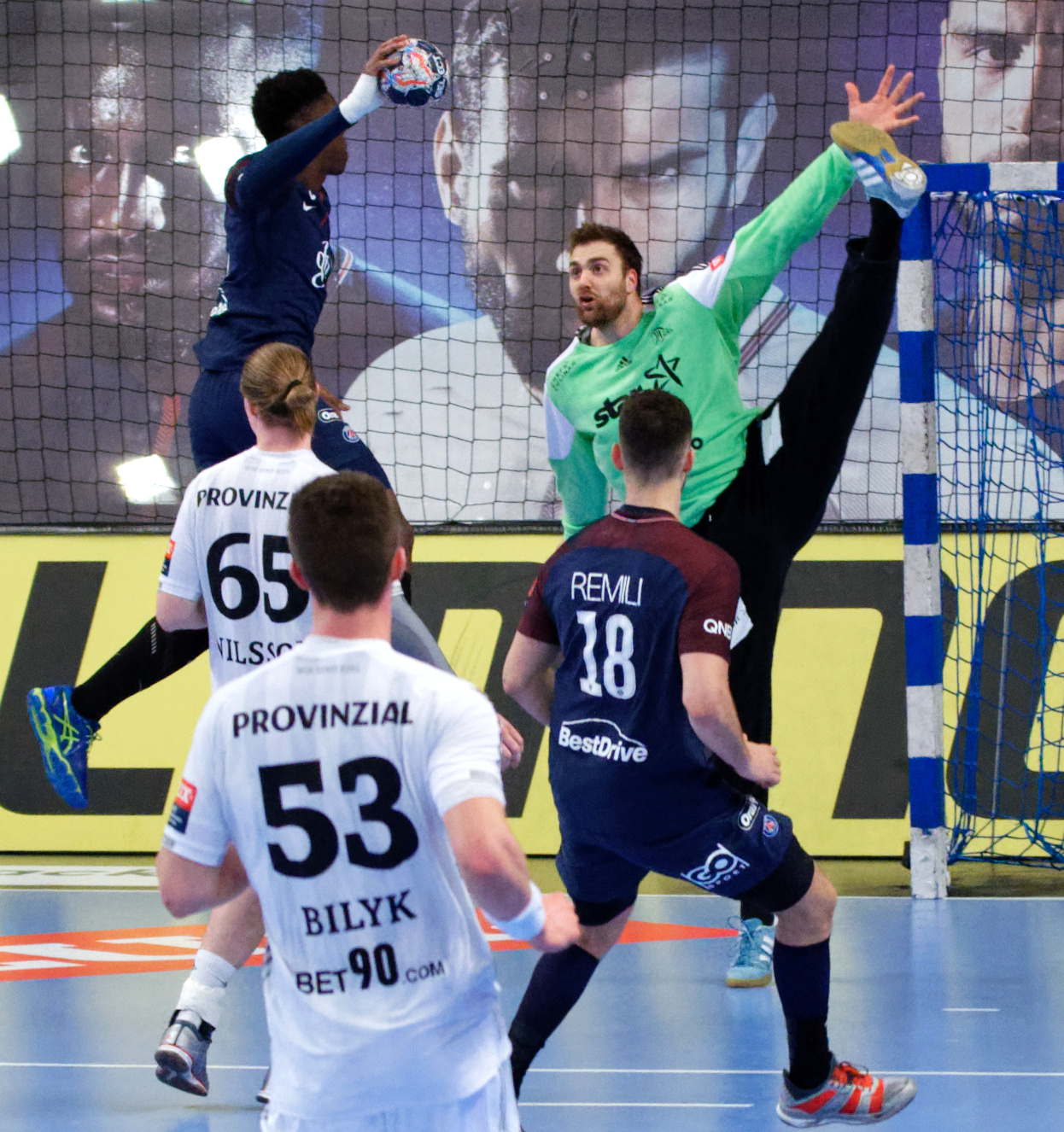
ハンドボールのゴールキーパー

ハンドボールのゴールキーパーはサッカーなどと同様、他の選手（コートプレーヤー）とは別色のユニフォームを着ることが義務付けられている。ゴールキーパーのみ長ズボンを履くことができるが、プロテクターやゴールキーパーグローブなどの防具は着用できない。
ゴールキーパーの特権として、ゴールエリア(ゴールから6mの半円)でのプレーが、唯一認められている。ゴールエリア内では、足を含む全身でシュートを防ぐことができ、ボールを持った状態での歩数制限も無い。ただし、ゴールエリア外ではコートプレーヤーと同様に扱われる。
至近距離からのシュートが多く、捕球が困難なため、ゴールキーパーがシュートを阻止し、ボールがコート外に出た場合は、基本的にゴールキーパーのボールで再開する。
サッカーと異なる点としてゴールキーパーをベンチに下げ、全員（7人）をコートプレーヤーとすることがルールで認められている。

## フィールドホッケー
フィールドホッケーのゴールキーパーは他のポジションの選手と違い、唯一ヘルメット、脛当て、手袋などの防具をしている。また、他のポジションの選手とは異なる色のユニフォームを着用する。ゴールキーパーはシューティングサークル内で、ボールを体で止めたり、足で蹴ってボールがゴールに入ることを防ぐ事ができる。

## アイスホッケー
米語ではゴーリー（goalie）、ゴールテンダー（goaltender）などと呼び、英語流にネットマインダー（netminder）と呼ぶ国もある。アイスホッケーのゴールキーパーはパックを手で扱うことが認められている。見た目上の特徴としては他のポジションの選手に比べて防具の種類が多く、重装備をしていることに特徴がある。またゴールキーパーに対する意図的な接触はペナルティーの対象となる。ユニフォームは他のポジション選手と同じものを着る。

## ラクロス

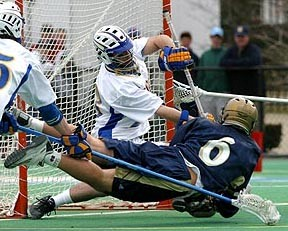
ラクロスのゴーリー

ラクロスのゴールキーパーは米語流にゴーリー（goalie）、もしくは英語流にネットマインダー（netminder）と呼ばれることがある。

## 水球

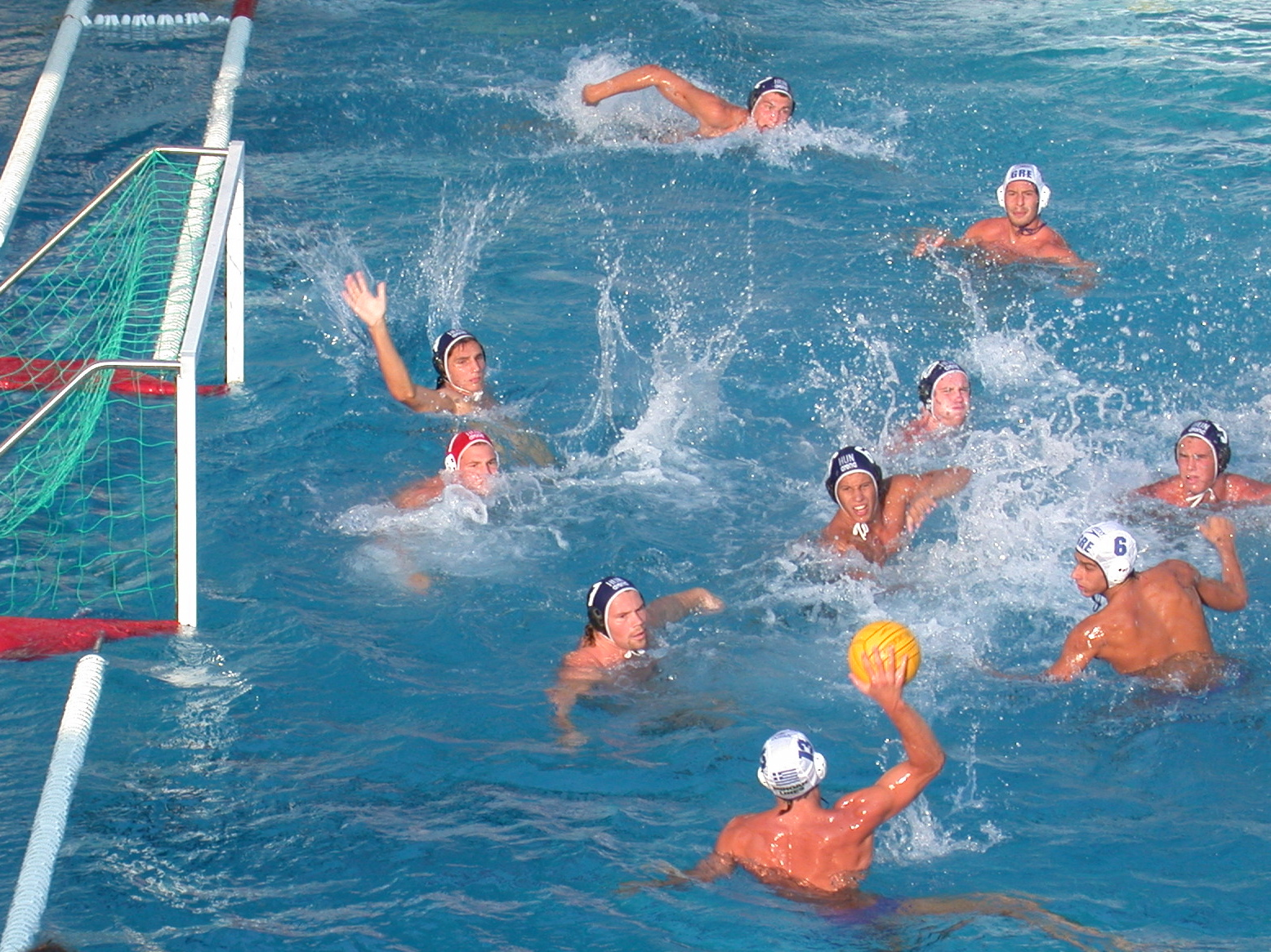
赤いキャップがゴールキーパー

水球のゴールキーパーはゴールから4m以内において、両手でボールを掴む、もしくは両拳でボールを弾き飛ばすことが許される。またプールの底に足をつくことが許されている。赤色の水泳キャップを使用する（他の選手は青か白）。